# Гарсия, Женис
Женис Гарсия Искла (кат. Genís García Iscla; 18 мая 1978, Энкам, Андорра) — андоррский футболист, полузащитник. Выступал за клубы «Андорра», «Сео-де-Уржель», «Сан-Жулиа», «Ранжерс», «Санта-Колома», «Энгордань» и «Энкам».
С 1997 года по 2010 год являлся игроком национальной сборной Андорры, за которую провёл 37 матчей.

## Биография

### Клубная карьера
В 1996 году начал карьеру в клубе «Андорра» из столицы одноимённого княжества. Вместе с командой выступал в низших дивизионах Испании. В сезоне 1997/98 провёл 13 матчей. В 1999 году перешёл в стан испанской команды «Сео-де-Уржель». В 2000 году вернулся в «Андорру». Летом 2001 года принял участие в двух играх андоррской команды «Сан-Жулиа», которая дебютировала в еврокубках. Андоррцы играли розыгрыше Кубка Интертото и уступили швейцарской «Лозанне». В 2002 году вновь перешёл в стан «Сео-де-Уржеля».
Летом 2004 года стал игроком андоррского «Ранжерса». Вместе с командой дважды завоёвывал титул чемпиона Андорры. Гарсия также принимал участие в 4 играх еврокубков (по 2 матча в квалификациях в Кубке Интертото и Кубке УЕФА). Женис играл в матче против австрийского «Штурма» (1:1), который завершился первой ничьей для андоррских команд в еврокубках.
Летом 2007 года перешёл в «Санта-Колому». В составе команды становился чемпионом Андорры, участвовал в еврокубках, где сыграл в 9 матчах. В первом раунде квалификации Кубка УЕФА 2007/08 «Санта-Колома» неожиданно обыграла израильский «Маккаби» из Тель-Авива (1:0) на своем поле. Эта победа стала первой для команд из Андорры в европейских соревнованиях.
В сезоне 2011/12 выступал на правах аренды за «Энгордань». В 2013 году перешёл в «Энкам», за который сыграл в 13 играх сезона 2013/14.

### Карьера в сборной
25 июня 1997 года дебютировал в национальной сборной Андорры в товарищеской игре против Латвии, главный тренер Маноэл Милуир выпустил Гарсию в конце встречи на 88 минуте вместо Агусти Поля. Эта игра являлась третьей в истории сборной Андорры и завершилась ей поражением со счётом (1:4). В квалификации на чемпионат Европы 2000 Женис Гарсия провёл 3 матча. В отборочном турнире на чемпионат мира 2002 он принял участие в 2 играх. В отборе на чемпионат Европы 2004 Гарсия сыграл всего в 1 матче.
В квалификации на чемпионат мира 2006 Женис сыграл в 7 встречах. В своей группе Андорра набрала 5 очков, что является лучшим результатом в отборах для страны. Тогда сборная обыграла Македонию (1:0) и дважды сыграла вничью, с той же Македонией (0:0) и Финляндией (0:0). В отборочном турнире на чемпионат Европы 2008 сыграл в 8 матчах. Женис Гарсия также играл в отборе на чемпионат мира 2010, где сыграл всего в 2 играх.
Всего за сборную одного из аутсайдеров мирового футбола он провёл 36 матчей признанных ФИФА и 1 неофициальную игру против Латвии в 2008 году.

## Достижения
«Ранжерс»
- Чемпион Андорры (2): 2005/06, 2006/07
- Серебряный призёр чемпионата Андорры (1): 2004/05

«Санта-Колома»
- Чемпион Андорры (3): 2007/08, 2009/10, 2010/11
- Серебряный призёр чемпионата Андорры (2): 2008/09, 2012/13